# Почесні громадяни Сокальської міської територіальної громади
Нижче наведений перелік осіб, яким присвоєно звання Почесний громадянин Сокальської міської територіальної громади.
|  | Звання «Почесний громадянин Сокальської міської територіальної громади» присвоюється особам за особистий внесок і вагомі здобутки в соціально-економічному, науково-освітньому розвитку міста, активну участь у справі відродження та примноження надбань національної культури, у національно-визвольній боротьбі за незалежність України, миротворчу, благодійну діяльність, наукові і спортивні досягнення, забезпечення обороноздатності держави, зміцнення її безпеки та суверенітету, мужність і відвагу при врятуванні людей, матеріальних цінностей, ліквідації наслідків стихійного лиха, інші заслуги перед громадою та Україною. |

## Почесні громадяни
| №  | П. І. Б.                                  | Рік народження | Рід занять, звання та нагороди                                              | Дата присвоєння |
| -- | ----------------------------------------- | -------------- | --------------------------------------------------------------------------- | --------------- |
| 1  | Андрейчук Роман Володимирович             | 1995           | військовик Збройних сил України, учасник російсько-української війни        | 2023            |
| 2  | Атаманчук Андрій Вікторович               | 1979           | солдат Збройних сил України, учасник російсько-української війни            | 2023            |
| 3  | Бабій Руслан Іванович                     | 1978           | сержант Збройних сил України, учасник російсько-української війни           | 2023            |
| 4  | Баран Ігор Олегович                       | 1978           | військовик Збройних сил України, учасник російсько-української війни        | 2023            |
| 5  | Безуз Василь Петрович                     | ?              | військовик Збройних сил України, учасник російсько-української війни        | 2023            |
| 6  | Білик Ігор Богданович                     | 1975           | військовик Збройних сил України, учасник російсько-української війни        | 2023            |
| 7  | Білик Ігор Зіновійович                    | 1975           | військовик Збройних сил України, учасник російсько-української війни        |                 |
| 8  | Борис Степан Іванович                     | 1980           | військовик Збройних сил України, учасник російсько-української війни        | 2023            |
| 9  | Бочек Юрій Вікторович                     | 1986           | військовик Збройних сил України, учасник російсько-української війни        | 2023            |
| 10 | Василечко Іван Богданович                 | 1978           | військовик Збройних сил України, учасник російсько-української війни        | 2023            |
| 11 | Вацик Сергій Ярославович                  | 1972           | військовик Збройних сил України, учасник російсько-української війни        | 2023            |
| 12 | Вільховий Віталій Богданович              | 2000           | військовик Збройних сил України, учасник російсько-української війни        | 2023            |
| 13 | Войтун Михайло Анатолійович               | 1996           | військовик Збройних сил України, учасник російсько-української війни        | 2023            |
| 14 | Галас Роман Євгенович                     | 1975           | старший лейтенант Збройних сил України, учасник російсько-української війни | 2023            |
| 15 | Галатюк Олег Миколайович                  | 1986           | Молодший сержант Збройних сил України, учасник російсько-української війни  | 2023            |
| 16 | Громовий Денис Володимирович              | 1987           | Солдат Збройних сил України, учасник російсько-української війни            | 2023            |
| 17 | Дацюк Володимир Ярославович               | 1978           | Солдат Збройних сил України, учасник російсько-української війни            | 2023            |
| 18 | Демідонт Ігор Ігорович                    | 1986           | військовик Збройних сил України, учасник російсько-української війни        | 2023            |
| 19 | Євдокімов Артур Євгенович                 | 1963           | військовик Збройних сил України, учасник російсько-української війни        | 2023            |
| 20 | Желіско Дмитро Сергійович                 | 2001           | військовик Збройних сил України, учасник російсько-української війни        | 2023            |
| 21 | Калиш Андрій Володимирович                | 1995           | військовик Збройних сил України, учасник російсько-української війни        | 2023            |
| 22 | Каплета Юрій Андрійович                   | 1986           | військовик Збройних сил України, учасник російсько-української війни        | 2023            |
| 23 | Карп'юк В'ячеслав Васильович              | 1988           | військовик Збройних сил України, учасник російсько-української війни        | 2023            |
| 24 | Климчук Степан Іванович                   | 1976           | військовик Збройних сил України, учасник російсько-української війни        | 2023            |
| 25 | Клодзінський Ігор Ігорович                | 1974           | військовик Збройних сил України, учасник російсько-української війни        | 2023            |
| 26 | Ковалюк Ігор Валентинович                 | 1971           | військовик Збройних сил України, учасник російсько-української війни        | 2023            |
| 27 | Ковальчук Сергій Михайлович               | 1973           | військовик Збройних сил України, учасник російсько-української війни        | 2023            |
| 28 | Козак Степан Іванович                     | 1993           | військовик Збройних сил України, учасник російсько-української війни        | 2023            |
| 29 | Козачук Антон Анатолійович                | 1980           | військовик Збройних сил України, учасник російсько-української війни        | 2023            |
| 30 | Коляда Роман Зіновійович                  | 1982           | військовик Збройних сил України, учасник російсько-української війни        | 2023            |
| 31 | Костенецький Андрій Ігорович              | 1983           | військовик Збройних сил України, учасник російсько-української війни        | 2023            |
| 32 | Кошмал Сергій Станіславович               | 1989           | військовик Збройних сил України, учасник російсько-української війни        | 2023            |
| 33 | Кравчук Сергій Юрійович                   | 1971           | військовик Збройних сил України, учасник російсько-української війни        | 2023            |
| 34 | Лагно Роман Іванович                      | 1977           | військовик Збройних сил України, учасник російсько-української війни        | 2023            |
| 35 | Лутчин Степан Іванович                    | 1975           | військовик Збройних сил України, учасник російсько-української війни        | 2023            |
| 36 | Магдюк Сергій Віталійович                 | 1986           | військовик Збройних сил України, учасник російсько-української війни        | 2023            |
| 37 | Мисак Ярослав Михайлович                  | 1979           | військовик Збройних сил України, учасник російсько-української війни        | 2023            |
| 38 | Міц Валентин Володимирович                | 1974           | військовик Збройних сил України, учасник російсько-української війни        | 2023            |
| 39 | Панькевич Роман Зіновійович               | 1980           | військовик Збройних сил України, учасник російсько-української війни        | 2024            |
| 40 | Пилипко Денис Сергійович                  | 1989           | військовик Збройних сил України, учасник російсько-української війни        | 2024            |
| 41 | Поліщук Олександр Євгенович (Євгенійович) | 1982           | військовик Збройних сил України, учасник російсько-української війни        | 2024            |
| 42 | Потап Володимир Петрович                  | 1989           | військовик Збройних сил України, учасник російсько-української війни        | 2024            |
| 43 | Прихід Валентин Миколайович               | 1989           | військовик Збройних сил України, учасник російсько-української війни        | 2024            |
| 44 | Процайло Ярослав Богданович               | ?              | військовик Збройних сил України, учасник російсько-української війни        | 2023            |
| 45 | Радіоза Анатолій Сергійович               | 1996           | військовик Збройних сил України, учасник російсько-української війни        | 2023            |
| 46 | Родь Андрій Ігорович                      | 1990           | військовик Збройних сил України, учасник російсько-української війни        | 2023            |
| 47 | Савич Володимир Ярославович               | 1990           | військовик Збройних сил України, учасник російсько-української війни        | 2023            |
| 48 | Сибаль Віктор Володимирович               | ?              | військовик Збройних сил України, учасник російсько-української війни        | 2023            |
| 49 | Сивак Віктор Олександрович                | 1992           | військовик Збройних сил України, учасник російсько-української війни        | 2023            |
| 50 | Слободюк Ярослав Євгенович                | 1963           | військовик Збройних сил України, учасник російсько-української війни        | 2023            |
| 51 | Соломенюк Микола Миколайович              | 1975           | військовик Збройних сил України, учасник російсько-української війни        | 2023            |
| 52 | Солтис Руслан Романович                   | 1980           | військовик Збройних сил України, учасник російсько-української війни        | 2023            |
| 53 | Степанюк Борис Богданович                 | 1981           | військовик Збройних сил України, учасник російсько-української війни        | 2023            |
| 54 | Сьотка Олександр Михайлович               | 1981           | військовик Збройних сил України, учасник російсько-української війни        | 2023            |
| 55 | Томчишин Володимир Ярославович            | 1978           | військовик Збройних сил України, учасник російсько-української війни        | 2023            |
| 56 | Тхір Віталій Святославович                | 1981           | військовик Збройних сил України, учасник російсько-української війни        | 2023            |
| 57 | Хемич Іван Михайлович                     | 1989           | військовик Збройних сил України, учасник російсько-української війни        | 2023            |
| 58 | Цьона Юрій Євгенович                      | 1973           | військовик Збройних сил України, учасник російсько-української війни        | 2023            |
| 59 | Черній Любомир Михайлович                 | 1975           | військовик Збройних сил України, учасник російсько-української війни        | 2023            |
| 60 | Шавлюк Роман Орестович                    | 1997           | військовик Збройних сил України, учасник російсько-української війни        | 2023            |
| 61 | Шпак Роман Мар'янович                     | 1978           | військовик Збройних сил України, учасник російсько-української війни        | 2023            |
| 62 | Шутовський Сергій Миколайович             | 1977           | військовик Збройних сил України, учасник російсько-української війни        | 2023            |
| 63 | Якубовський Іван Андрійович               | 1995           | військовик Збройних сил України, учасник російсько-української війни        | 2023            |